# Dalbergia pierreana
Dalbergia pierreana är en ärtväxtart som beskrevs av David Prain. Dalbergia pierreana ingår i släktet Dalbergia, och familjen ärtväxter. Inga underarter finns listade i Catalogue of Life.